# Eyvindur Mohr

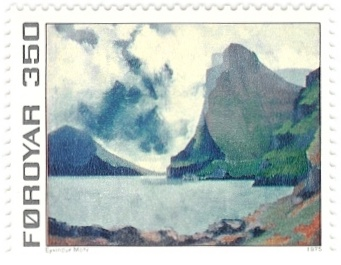
Mohrs frimärke föreställande öarna Viðoy och Svínoy från år 1975.

Eyvindur Mohr, född 21 september 1926 i Tórshavn, död 2 juni 2005, var en färöisk konstnär.
Mohr tog examen på en konstskola i Rom, Italien år 1970 och gjorde flera resor till Italien och Grekland under 1970-talet. Flera av hans verk är just inpsirerade i de gamla grekiska och italienska miljöerna.